# Vasco Campagnano
Vasco Campagnano (Alessandria d'Egitto, 1910 – Milano, 1976) è stato un tenore e baritono italiano, particolarmente specializzato nel repertorio italiano.

## Biografia
Nato in Egitto, da genitori italiani, studiò prima con Olga Righi-Mieli ad Alessandria d'Egitto, dove debuttò in un concerto. Venne in Italia nel 1926 per proseguire gli studi con Mario Sammarco ed Elvino Ventura. Debuttò come baritono nel 1929, nel ruolo di Marcello ne La bohème a Bologna. Cantò poi in piccoli teatri in Italia durante gli anni '30, fino a quando la guerra interruppe la sua carriera. Dopo la guerra, studiò ulteriormente con Luigi Bolis e riprese la carriera, ma come tenore, facendo il suo debutto a Pavia, nel ruolo di Pinkerton in Madama Butterfly, nel 1946. 
La sua carriera decollò nel 1948, quando debuttò al Teatro alla Scala di Milano, nel ruolo di Calaf in Turandot. Fu invitato al Teatro Nacional de São Carlos di Lisbona e al Liceu di Barcellona, presentandosi anche come ospite a Zurigo, Nizza, Tunisi ed altre città. Nel 1957, cantò Don José in Carmen all'Arena di Verona e Radames in Aida alla Chorégies d'Orange, che fu anche il suo ruolo d'addio a Tel Aviv nel 1959. 
Realizzò alcune registrazioni con la radio Rai, successivamente pubblicate da Fonit Cetra, in particolare; Manon Lescaut, con Clara Petrella, La fanciulla del West, con Carla Gavazzi e Aroldo, con Maria Vitale. 
Morì a Milano, il 16 gennaio 1976. 